# Pałac Rządowy (Mongolia)
Pałac Rządowy (mong. Төрийн ордон) – budynek użyteczności publicznej z 1951 roku w Ułan Batorze w Mongolii, siedziba m.in. mongolskiego parlamentu. 

## Historia
Prace nad budową gmachu rozpoczęto pod koniec lat 30. XX wieku; fundamenty położono w kwietniu 1947 roku; budynek został oddany do użytku w 1951 roku. Rzeźby wykonał mongolski rzeźbiarz Sonomyn Czojmbol. W 1954 roku przez gmachem wzniesiono Mauzoleum Suche Batora według projektu B. Chimeda. Gmach rozbudowywano w latach 1961, 1981 i w 2006 roku. Podczas pierwszej rozbudowy powstały dwa skrzydła po lewej i południowo-zachodniej stronie pałacu, frontowa i północna kolumnada oraz Wielka Sala Ludowa. W 2005 roku rozebrano mauzoleum przed gmachem. W 2022 roku przed gmachem i na jego schodach odbył się wielki protest przeciwko defraudacji środków ze sprzedaży węgla, protestujący próbowali wedrzeć się do wnętrza gmachu. W 2023 roku budynek odwiedził papież Franciszek jako pierwsza głowa Kościoła, spotykając się wówczas z prezydentem Mongolii.
W budynku znajdują się biura prezydenta, premiera oraz członków parlamentu.

## Architektura
Gmach jest położony przy północnej pierzei Placu Suche Batora. Ma 100 metrów szerokości, 18,7 m wysokości, mieści się w nim 500 biur, ma ponad 900 okien. Znajduje się w nim 10 sal konferencyjnych, największa z nich może pomieścić 800 osób. Na froncie od 2006 roku znajduje się wielki pomnik Czyngis-chana oraz dwie statuy konne przedstawiające Kubilaj-chana i Ugedeja po obu stronach monumentalnych schodów. Pierwotnie elewacja była koloru szarego, dlatego mieszkańcy stolicy nazywali gmach Szarym Pałacem.

## Galeria

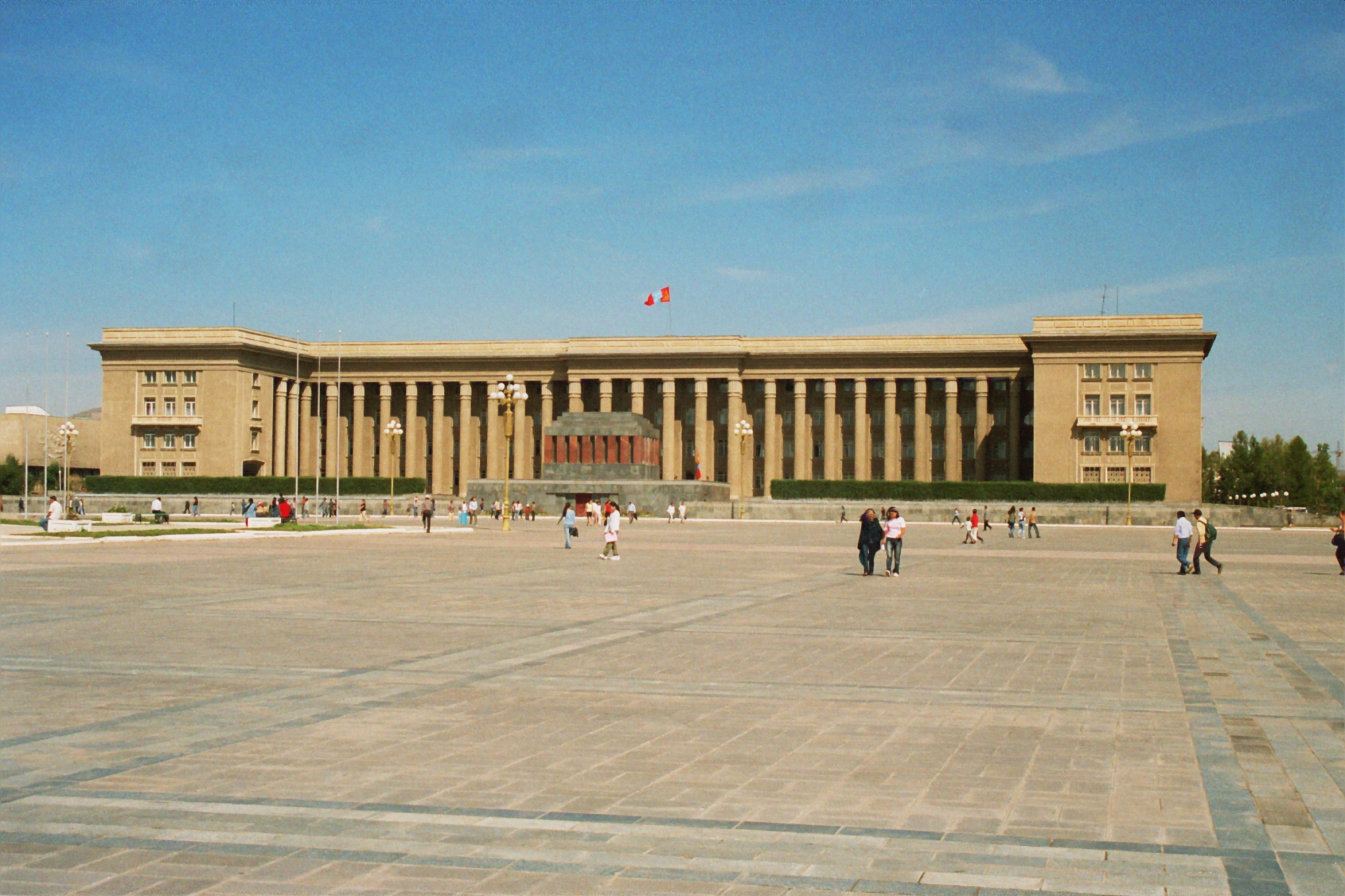
Elewacja frontowa z mauzoleum
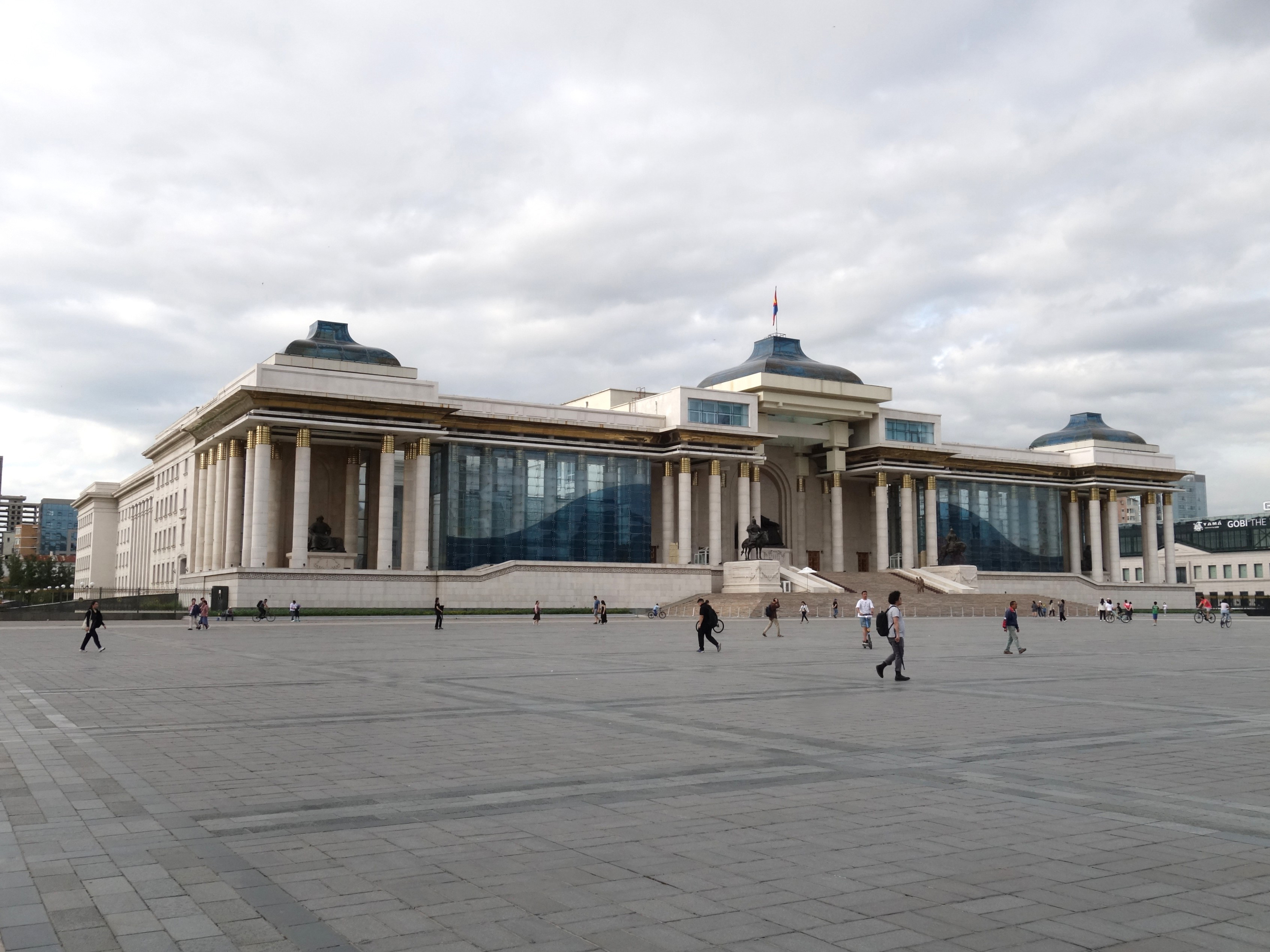
Elewacja frontowa ze statuą Czyngis-chana (2023)
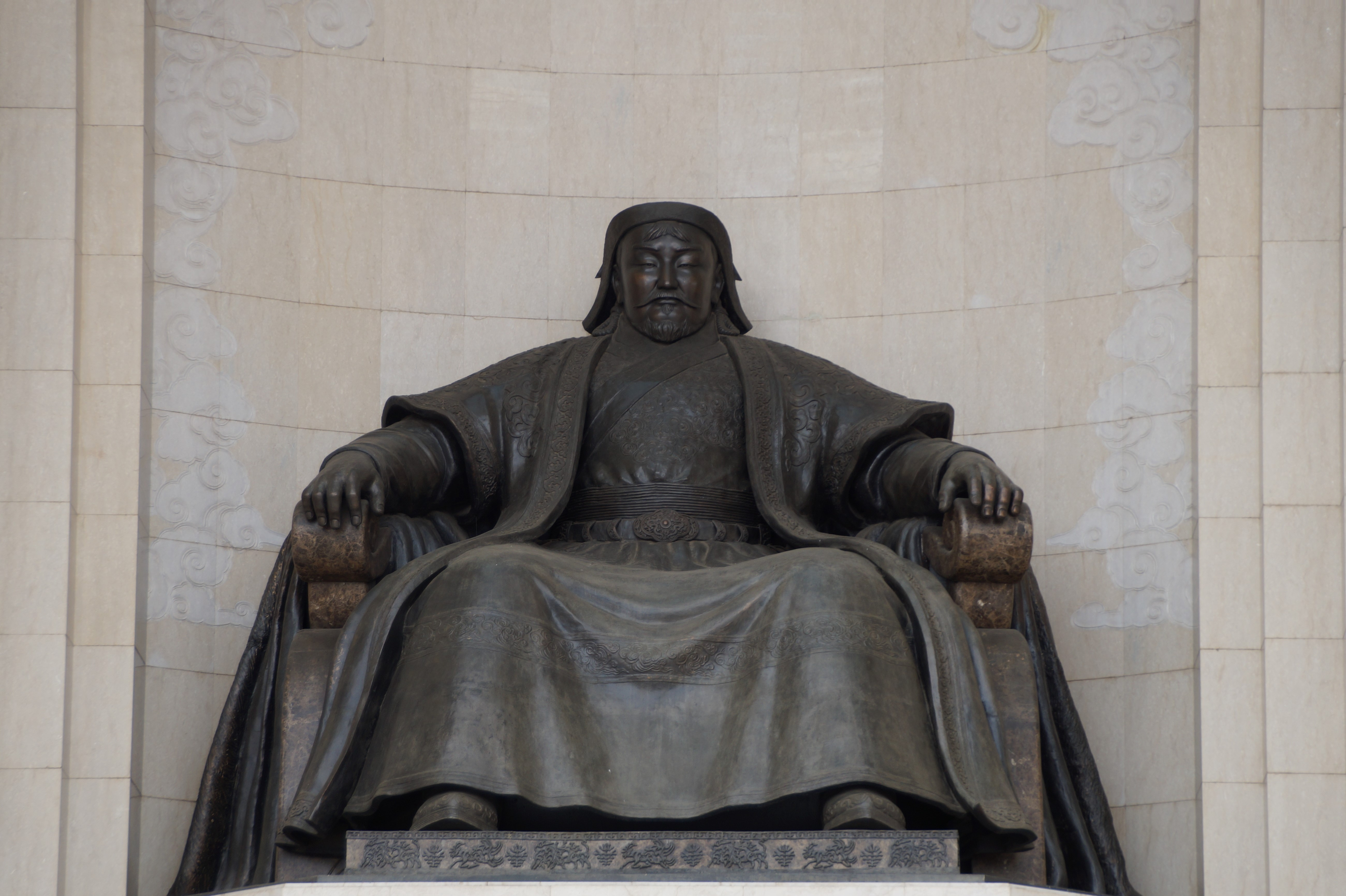
Statua Czyngis-chana (2019)
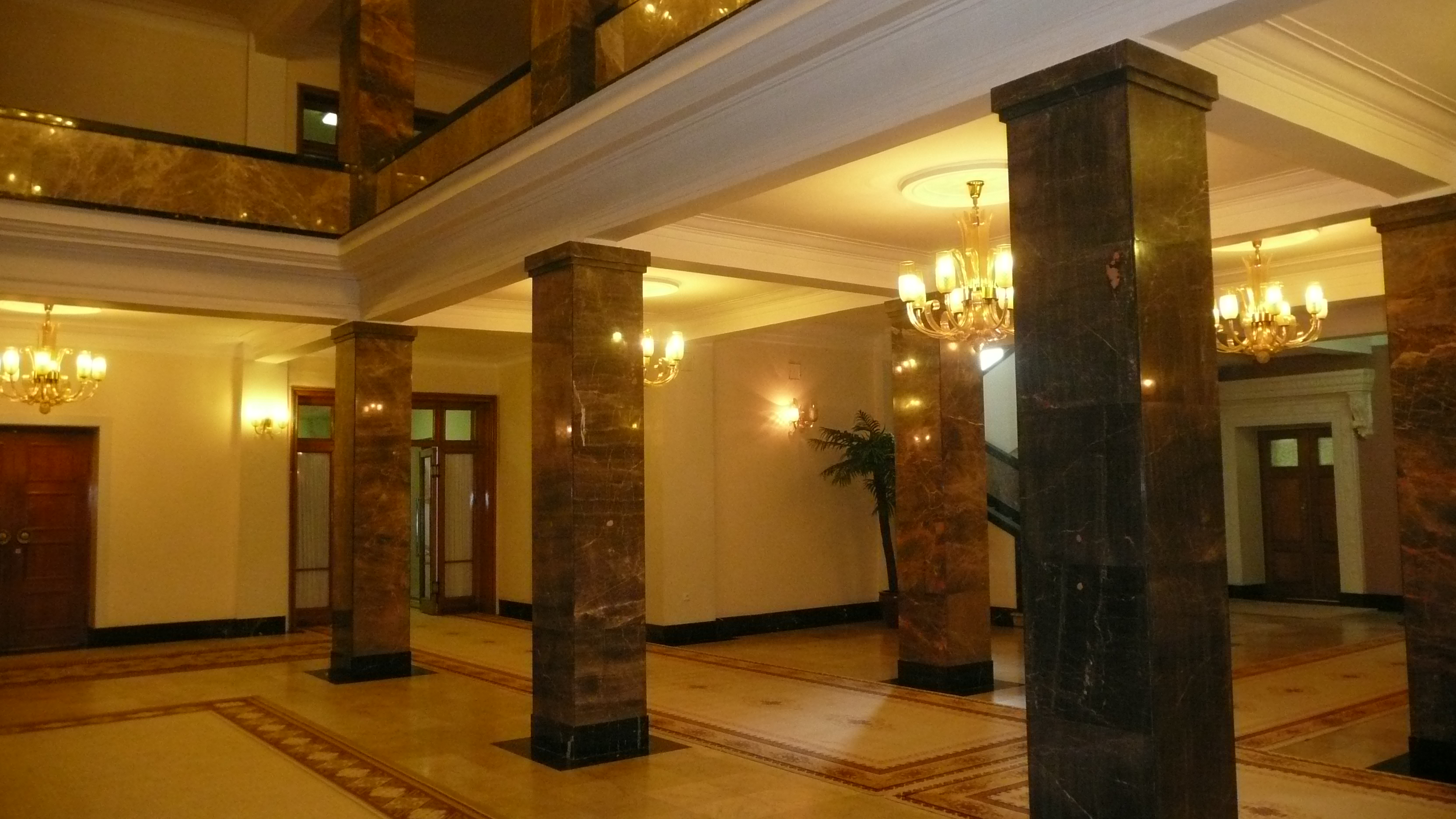
Hol (2010)
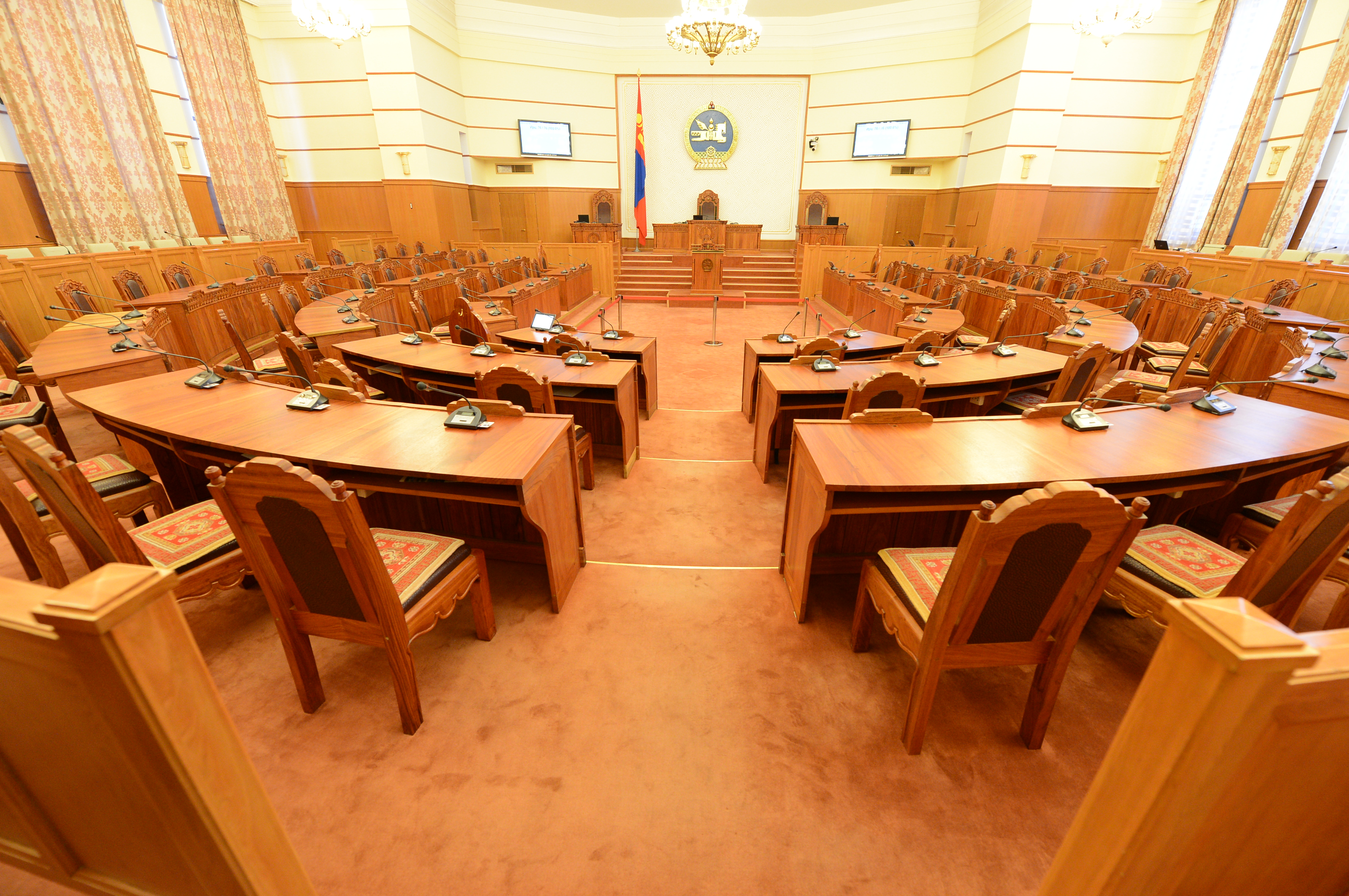
Sala plenarna (2013)
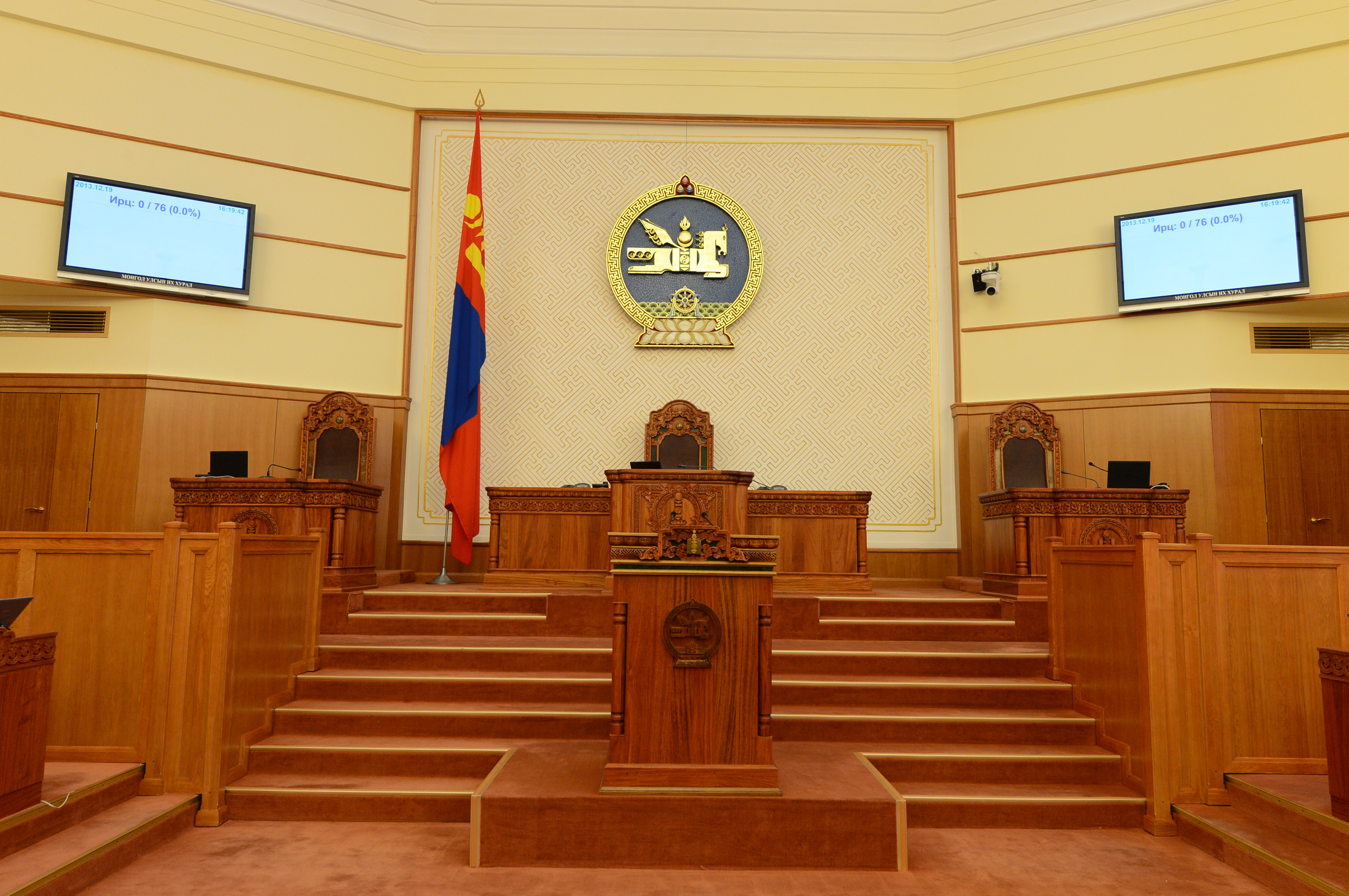
Sala plenarna ze stanowiskami prezydenta, premiera i marszałka (2013)
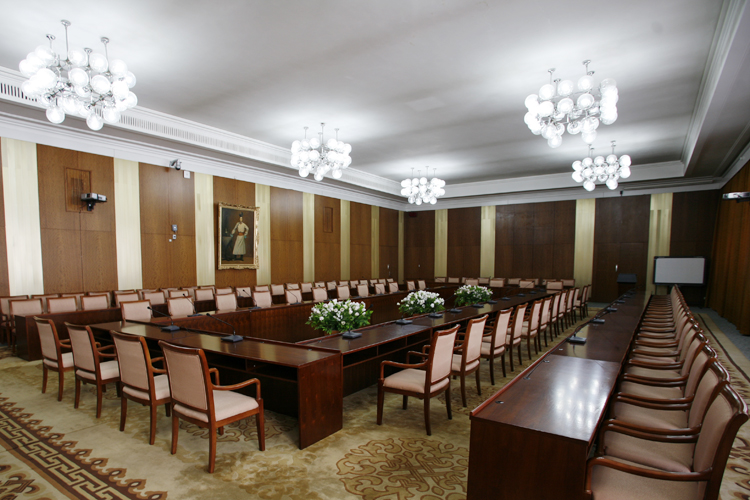
Sala konferencyjna (2010)